# Aeropsis fulva
Aeropsis fulva är en sjöborreart som först beskrevs av Alexander Emanuel Agassiz 1898.  Aeropsis fulva ingår i släktet Aeropsis och familjen Aeropsidae. Inga underarter finns listade i Catalogue of Life.